# Aricia montensis
Aricia montensis är en fjärilsart som beskrevs av Ruggero Verity 1928. Aricia montensis ingår i släktet Aricia och familjen juvelvingar. Inga underarter finns listade i Catalogue of Life.